# Kazimierz Olszewski

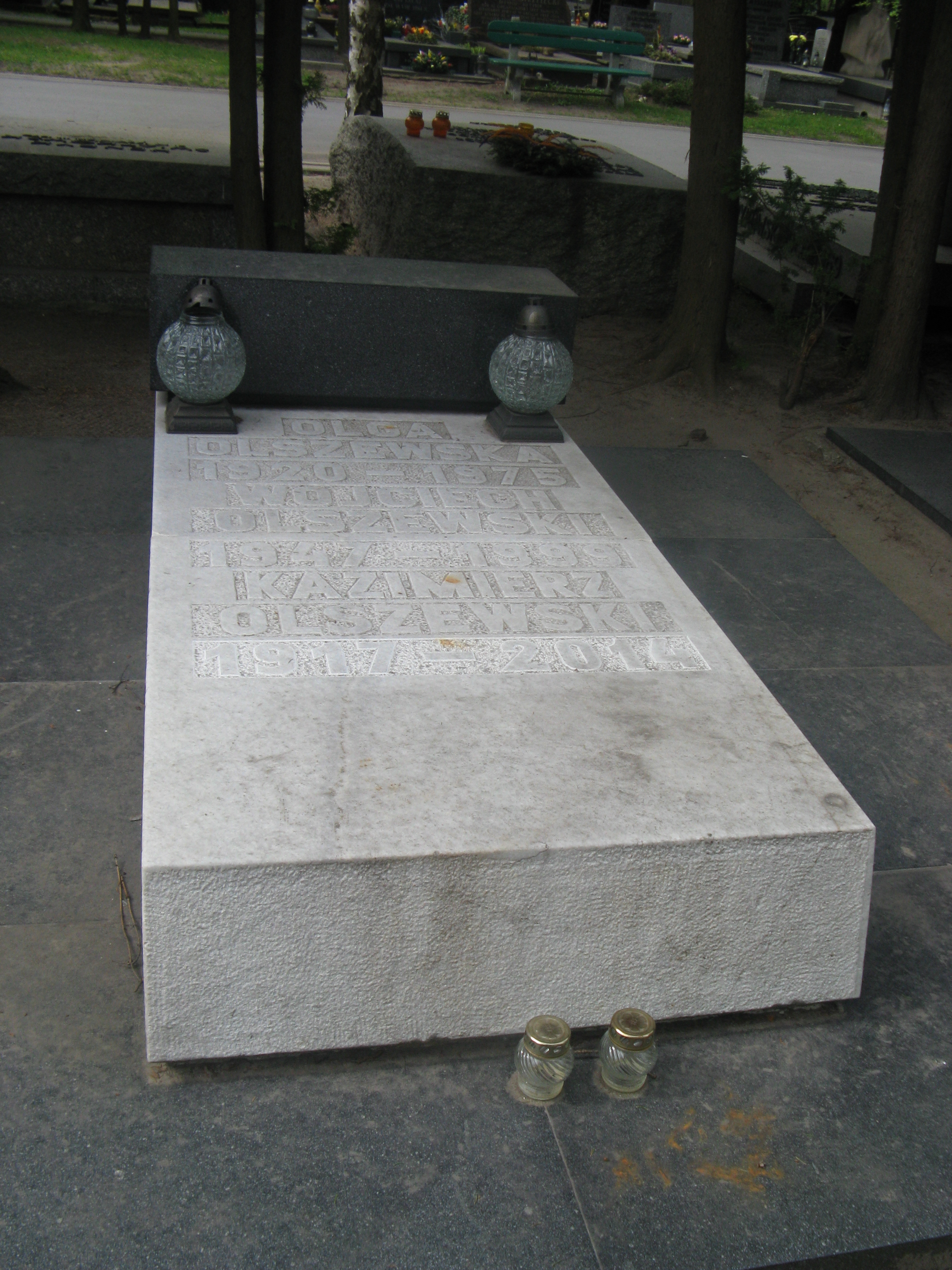
Grób Kazimierza Olszewskiego na Cmentarzu Wojskowym na Powązkach

Kazimierz Olszewski (ur. 9 sierpnia 1917 w Trześniowie, zm. 29 sierpnia 2014 w Warszawie) – polski technik mechanik, polityk komunistyczny. Wiceprezes Rady Ministrów (1972–1977), minister handlu zagranicznego (1971–1972), minister żeglugi (1973–1974), minister handlu zagranicznego i gospodarki morskiej (1974) oraz poseł na Sejm PRL VII kadencji. Budowniczy Polski Ludowej.

## Życiorys
Syn Stanisława i Anieli. Posiadał wykształcenie niepełne wyższe i zawód technika mechanika, studiował na Politechnice Lwowskiej. W latach 1941–1943 służył w Armii Czerwonej, a od 1943 do 1947 w Wojsku Polskim. W latach 1947–1952 pracował w przemyśle włókien sztucznych.
W latach 1952–1959 był związany z resortem przemysłu chemicznego (dyrektor departamentu, podsekretarz stanu). W latach 1959–1962 i 1975–1977 był stałym przedstawicielem Rządu Polski w Radzie Wzajemnej Pomocy Gospodarczej w Moskwie. Od 1962 do 1970 był I zastępcą przewodniczącego Komitetu Wykonawczego RWPG i I zastępcą przewodniczącego Komitetu Współpracy Gospodarczej z Zagranicą przy Radzie Ministrów. W latach 1971–1972 zastępca stałego przedstawiciela polskiego rządu w RWPG.
W 1945 wstąpił do PPR, a następnie do PZPR. Od 1971 do 1981 był członkiem Komitetu Centralnego PZPR. Od 13 lutego 1971 do marca 1972 był ministrem handlu zagranicznego, a od 10 kwietnia 1974 do 21 listopada 1974 był ministrem handlu zagranicznego i gospodarki morskiej; od 22 listopada 1973 do 10 kwietnia 1974 był ministrem żeglugi; a od 29 marca 1972 do 17 grudnia 1977 był również wiceprezesem Rady Ministrów w rządach Piotra Jaroszewicza.
W latach 1976–1980 był posłem na Sejm PRL VII kadencji. W latach 1978–1982 był ambasadorem PRL w Związku Radzieckim. Wieloletni członek Rady Naczelnej Związku Bojowników o Wolność i Demokrację.
Pochowany na wojskowych Powązkach (kwatera B2-13-1d/1e).

## Odznaczenia (lista niepełna)
- Order Budowniczych Polski Ludowej (1974)[3]
- Order Sztandaru Pracy I klasy[1]
- Krzyż Oficerski Orderu Odrodzenia Polski
- Krzyż Walecznych[4]
- Medal 30-lecia Polski Ludowej (1974)[5]
- Medal 40-lecia Polski Ludowej (1984)
- Złoty Medal „Za zasługi dla obronności kraju” (1973)[6]
- Odznaka „Zasłużony dla województwa rzeszowskiego” (1972)[7]
- Odznaka „Za Zasługi dla Kielecczyzny” (1975)[8]
- Honorowy Medal 50-lecia Mongolskiej Rewolucji Ludowej (Mongolia, 1971)[9]
- Wielki Oficer Orderu Zasługi Republiki Włoskiej (Włochy, 1965)[10][11]
- Order Przyjaźni Narodów (ZSRR, 1982)[12]
- Order Ludowej Republiki Bułgarii (Bułgaria, 1967)[13]

## Życie prywatne
Mieszkał w Warszawie. Jego żoną była Olga Olszewska (1920–1975). Małżeństwo miało syna Wojciecha (1947–1999).